# Elecciones al Parlamento de Canarias de 2019
Las elecciones al Parlamento de Canarias de 2019 tuvieron lugar el 26 de mayo de 2019, siendo las décimas elecciones autonómicas canarias desde la aprobación del estatuto de autonomía de Canarias en 1982. Tras su celebración, se inauguró la X Legislatura del Parlamento de Canarias del período autonómico.

## Sistema electoral
Las candidaturas al Parlamento de Canarias se presentan en cada circunscripción, mediante el sistema de listas cerradas y bloqueadas. 
En general, se eligieron 70 diputados, diez más de los que contaba el Parlamento de Canarias antes de 2019, en virtud de disposición transitoria primera de la Ley Orgánica 1/2018, de 5 de noviembre, de reforma del Estatuto de Autonomía de Canarias. Estas fueron las primeras en aplicar un nuevo sistema electoral, que alterará la conocida como "triple paridad", ya que, del sistema electoral original, solo se cumplirá el hecho de que Gran Canaria y Tenerife tengan los mismos escaños que elegir (15 diputados). Las alteraciones destacadas en el sistema electoral serán las siguientes: la provincia de Las Palmas tendrá 31 escaños a elegir (15 por Gran Canaria, 8 por Lanzarote, y 8 por Fuerteventura), uno más que la provincia de Santa Cruz de Tenerife, 30 (15 por Tenerife, 8 por La Palma, 4 por La Gomera y 3 por El Hierro), y las islas capitalinas contarán con un escaño menos que las no capitalinas (30 escaños frente a las 31 que eligirán estas islas). Todo esto se debe a que a la isla de Fuerteventura se le asignó un escaño más de los que tenía antes, es decir de 7 pasa a 8, para evitar que contara con menos diputados que la menos poblada isla de La Palma. Por otro lado, se creó una nueva circunscripción electoral autonómica con 9 escaños elegidos entre todas las islas; uno de sus fines se encuentra en neutralizar la divergencia de peso de los votos entre las islas centrales y las periféricas.
También bajan las barreras electorales ya que antes, para obtener representación parlamentaria, había que obtener el 30% de los votos válidos / ser la candidatura más votada en cada circunscripción o el 6% en toda la comunidad autónoma. Ahora, cada partido debe obtener el 15% en cada isla o el 4% a nivel autonómico. Si una formación obtiene un 4% del voto conseguido en la circunscripción autonómica, también podrá optar a conseguir un escaño.
En resumen, el reparto de escaños por circunscripciones fue:
| Circunscripción                     | Esc. | Mapa |
| ----------------------------------- | ---- | ---- |
| Gran Canaria y Tenerife             | 15   |      |
| Canarias (Cir. autonómica)          | 9    |      |
| Fuerteventura, La Palma y Lanzarote | 8    |      |
| La Gomera                           | 4    |      |
| El Hierro                           | 3    |      |

## Expectativas y objetivos de los diferentes partidos políticos
- PSC: el principal objetivo del PSC era convertirse en la primera fuerza parlamentaria en el Parlamento de Canarias, superando con ello Coalición Canaria e intentando encabezar un probable gobierno de izquierdas, para desbancar al presidente Fernando Clavijo.
- Coalición Canaria: el partido nacionalista tenía como objetivo que su candidato a presidente, Fernando Clavijo se mantuviera en el cargo por cuatro años más, bajo un pacto en el que podría caber el PSC o PP, dependiendo del resultado electoral. De este modo, el principal objetivo era mantener un gobierno encabezado por este partido.
- PP: los populares aspiraban a mejorar el resultado de las últimas elecciones autonómicas, aprovechando la mejora del sistema electoral canario, y en un todo superar a Coalición Canaria y poder lograr presidir el gobierno de Canarias.
- Nueva Canarias: la formación nacionalista de izquierdas quería continuar con su tendencia al alza que se había dado elección tras elección.
- Sí Podemos Canarias: Esta coalición estuvo formada por las plataformas de Podemos, Sí se puede y Equo. Esta confluencia aspiraba a ser un partido clave a la hora de llegar a una mayoría alternativa en Canarias.
- Agrupación Socialista Gomera: El partido insular de Casimiro Curbelo, aspiraba a mantener los 3 escaños obtenidos en las pasadas elecciones y ser clave de cara a una investidura de alguna de las formaciones políticas salvo de Sí Podemos Canarias, a la cual aplicó un "cordón sanitario".
- Ciudadanos: la formación liberal tenía como objetivo lograr representación por primera vez en Canarias, objetivo muy probable motivada por la reforma del sistema electoral.

## Candidaturas

### Candidaturas principales
| ← Elecciones al Parlamento de Canarias de 2019 →     | ← Elecciones al Parlamento de Canarias de 2019 → | ← Elecciones al Parlamento de Canarias de 2019 → | ← Elecciones al Parlamento de Canarias de 2019 → | ← Elecciones al Parlamento de Canarias de 2019 → | ← Elecciones al Parlamento de Canarias de 2019 → | ← Elecciones al Parlamento de Canarias de 2019 → |
| Candidatura                                          | Candidatura                                      | Candidato                                        | Representante lista autonómica                   | Representa a                                     | Escaños 2015                                     | Gobierno 2015                                    |
| ---------------------------------------------------- | ------------------------------------------------ | ------------------------------------------------ | ------------------------------------------------ | ------------------------------------------------ | ------------------------------------------------ | ------------------------------------------------ |
|                                                      | Coalición Canaria (CC)                           | Fernando Clavijo                                 | Fernando Clavijo                                 | Canarias                                         | 18                                               | Sí                                               |
|                                                      | Partido Socialista de Canarias (PSC)             | Ángel Víctor Torres                              | Ángel Víctor Torres                              | Canarias                                         | 15                                               | No*                                              |
|                                                      | Partido Popular (PP)                             | Asier Antona                                     | Poli Suárez                                      | La Palma                                         | 12                                               | No                                               |
|                                                      | Sí Podemos Canarias                              | Noemí Santana                                    | Paco Déniz                                       | Gran Canaria                                     | 7                                                | No                                               |
|                                                      | Nueva Canarias (NCa)                             | Román Rodríguez                                  | Román Rodríguez                                  | Canarias                                         | 5                                                | No                                               |
|                                                      | Agrupación Socialista Gomera (ASG)               | Casimiro Curbelo                                 |                                                  | La Gomera                                        | 3                                                | No                                               |
|                                                      | Ciudadanos (Cs)                                  | Vidina Espino                                    | Mariano Cejas                                    | Gran Canaria                                     | -                                                | -                                                |
| * Inicialmente el PSOE estuvo en el gobierno con CC. |                                                  |                                                  |                                                  |                                                  |                                                  |                                                  |

Con la nueva circunscripción autonómica, los líderes de Coalición Canaria, Partido Socialista Obrero Español y Nueva Canarias representaron a dicha circunscripción en lugar de hacerlo por una isla en concreto. Por otra parte, las candidatas de Sí Podemos Canarias y Ciudadanos representaron a Gran Canaria, mientras que el candidato del Partido Popular representó a La Palma. Casimiro Curbelo representó a Agrupación Socialista Gomera, formación que solo se presentó en La Gomera. Narvay Quintero fue el representante de Agrupación Herreña Independiente, formación que se presentó coaligada a Coalición Canaria. Todas las formaciones que obtuvieron representación en la siguiente legislatura presentaron listas en todas las circunscripciones salvo Sí Podemos Canarias, que no se presentó en El Hierro. No obstante, hubo al menos una lista en representación de todas las circunscripciones a la izquierda del Partido Socialista Obrero Español, ya que Izquierda Unida sí se presentó en todas.

### Candidaturas por circunscripción
| Cir. | CC                  |                        | PPC                 | Nca                   |                      |                       |                  |
| Cir. | Dip                 | Dip                    | Dip                 | Dip                   | Dip                  | Dip                   | Dip              |
| ---- | ------------------- | ---------------------- | ------------------- | --------------------- | -------------------- | --------------------- | ---------------- |
| CN   | Fernando Clavijo    | Ángel Víctor Torres    | Poli Suárez         | Román Rodríguez       | Paco Déniz           | Mariano Cejas         |                  |
| EH   | Narvay Quintero     | Ana González           | Juan Manuel García  | Luciano Armas         |                      | Juan Carlos Hernández |                  |
| FT   | Mario Cabrera       | Iñaki Álvaro Lavandera | Fernando Enseñat    | Sandra Domínguez      | Carmelo Torres       | Nuria Esther Martín   |                  |
| GC   | Pablo Rodríguez     | Sebastián Franquis     | Australia Navarro   | Carmen Rosa Hernández | Noemí Santana        | Vidina Espino         |                  |
| LG   | Moisés Plasencia    | Ventura Rodríguez      | Carmen Delia García | Óscar Libertad Ramos  | José García Casanova | Laura Serafina Vega   | Casimiro Curbelo |
| LZ   | Oswaldo Betancort   | Mª Dolores Corujo      | Astrid Pérez        | Borja Rubio           | María del Río        | Mª Carmen Pellón      |                  |
| LP   | Nieves Lady Barreto | Jorge Tomás González   | Asier Antona        | Ana Mª Pérez          | Olivia Fernández     | Nieves Mª Díaz        |                  |
| TF   | Rosa Dávila         | Nira Fierro            | Manuel Domínguez    | Roberto Rodríguez     | Manuel Marrero       | Ricardo Fernández     |                  |

## Resultados
Los resultados produjeron una atomización en el parlamento similar a la ocurrida en 2015. Entre 1995 y 2011, no más de cuatro partidos eran representados en el parlamento, exceptuando aquellos asociados a Coalición Canaria como Agrupación Herreña Independiente o el Partido Nacionalista Canario. Esta atomización provocó que Coalición Canaria perdiese su condición de partido bisagra entre el centro-derecha (Partido Popular) y el centro-izquierda (Partido Socialista Obrero Español), y con ella, su papel decisivo en la formación de pactos. El bloque de izquierdas formado por el PSOE, Nueva Canarias, Sí Podemos Canarias y Agrupación Socialista Gomera consiguió 37 escaños mientras que el bloque de derechas formado por Coalición Canaria, PP y Ciudadanos ganó 33.
Entre las posibilidades de gobierno existió la idea de un pacto entre Partido Socialista Obrero Español y Partido Popular con Ángel Víctor Torres como presidente. También se contempló que la presidencia del Gobierno de Canarias fuera ocupada por Asier Antona tras una propuesta por la que Coalición Canaria cedía la presidencia al PP con el apoyo de Ciudadanos y el hipotético apoyo de Agrupación Socialista Gomera. Sin embargo, esta no prosperó porque se incidió en que ningún investigado por el 'caso grúas' formara parte de las instituciones, como era el caso de Fernando Clavijo, a quien Coalición Canaria no accedió a retirar como vicepresidente de ese hipotético gobierno.
Finalmente, se firmó el 'pacto de las flores', entre PSOE, Nueva Canarias, Sí Podemos Canarias y Agrupación Socialista Gomera. Este pacto puso fin a 26 años de gobierno ininterrumpido a Coalición Canaria desde que en 1993 llegara al poder Manuel Hermoso tras la moción de censura presentada contra Jerónimo Saavedra. Ángel Víctor Torres fue elegido presidente el 12 de julio de 2019

### Proporción de escaños
| 25   | 5  | 4  | 3 | 2 | 11 | 20 |
| PSOE | NC | UP | G | C | PP | CC |

### Resultados por candidaturas
| ← Elecciones al Parlamento de Canarias de 2019 →           | ← Elecciones al Parlamento de Canarias de 2019 → | ← Elecciones al Parlamento de Canarias de 2019 → | ← Elecciones al Parlamento de Canarias de 2019 → | ← Elecciones al Parlamento de Canarias de 2019 → | ← Elecciones al Parlamento de Canarias de 2019 → | ← Elecciones al Parlamento de Canarias de 2019 → | ← Elecciones al Parlamento de Canarias de 2019 → | ← Elecciones al Parlamento de Canarias de 2019 → | ← Elecciones al Parlamento de Canarias de 2019 → |
| Candidatura                                                | Candidatura                                      | Candidato                                        | Circunscripciones insulares                      | Circunscripciones insulares                      | Circunscripciones insulares                      | Circunscripción autonómica                       | Circunscripción autonómica                       | Escaños                                          | Escaños                                          |
| Candidatura                                                | Candidatura                                      | Candidato                                        | Votos                                            | %                                                | % +/-                                            | Votos                                            | %                                                | Total                                            | +/-                                              |
| ---------------------------------------------------------- | ------------------------------------------------ | ------------------------------------------------ | ------------------------------------------------ | ------------------------------------------------ | ------------------------------------------------ | ------------------------------------------------ | ------------------------------------------------ | ------------------------------------------------ | ------------------------------------------------ |
|                                                            | Partido Socialista Obrero Español (PSOE)         | Ángel Víctor Torres*                             | 257.642                                          | 28,8                                             | 9,0                                              | 262.251                                          | 29,4                                             | 25                                               | 10                                               |
|                                                            | C. Canaria-P. Nacionalista Canario (CC-PNC)      | Fernando Clavijo*                                | 194.846                                          | 21,8                                             | 3,6                                              | 207.844                                          | 23,3                                             | 20                                               | 2                                                |
|                                                            | Partido Popular de Canarias (PPC)                | Asier Antona                                     | 135.573                                          | 15,2                                             | 3,4                                              | 130.090                                          | 14,6                                             | 11                                               | 1                                                |
|                                                            | Nueva Canarias (NCa)                             | Román Rodríguez*                                 | 80.592                                           | 9,0                                              | 1,2                                              | 82.478                                           | 9,3                                              | 5                                                | 0                                                |
|                                                            | Sí Podemos Canarias                              | Noemí Santana                                    | 78.168                                           | 8,7                                              | 5,8                                              | 75.781                                           | 8,5                                              | 4                                                | 3                                                |
|                                                            | Ciudadanos-Partido de la Ciudadanía (Cs)         | Vidina Espino                                    | 65.830                                           | 7,4                                              | 1,4                                              | 61.683                                           | 6,9                                              | 2                                                | 2                                                |
|                                                            | Vox (Vox)                                        | Nicasio Jesús Galván*                            | 22.021                                           | 2,5                                              | 2,3                                              | 21.948                                           | 2,5                                              | 0                                                | 0                                                |
|                                                            | P. Animalista Contra el Maltrato Animal (PACMA)  | Yolanda Morales*                                 | 10.387                                           | 1,2                                              | 0,1                                              | 12.348                                           | 1,4                                              | 0                                                | 0                                                |
|                                                            | Izquierda Unida Canaria (IU)                     | Mariela Rodríguez*                               | 9.170                                            | 1,0                                              | -                                                | 8.621                                            | 1,0                                              | 0                                                | 0                                                |
|                                                            | Agrupación Socialista Gomera (ASG)               | Casimiro Curbelo                                 | 6.215                                            | 0,7                                              | 0,1                                              | -                                                | -                                                | 3                                                | 0                                                |
|                                                            | Los Verdes-Grupo Verde                           | Nuria Espinosa *                                 | 5.451                                            | 0,6                                              | -                                                | 6.841                                            | 0,8                                              | 0                                                | 0                                                |
|                                                            | Ahora Canarias                                   | Vicente Quintana*                                | 2.359                                            | 0,3                                              | -                                                | 3.847                                            | 0,4                                              | 0                                                | 0                                                |
|                                                            | Más por Telde (+XT)                              | Juan Francisco Artiles                           | 2.009                                            | 0,2                                              | 0,1                                              | -                                                | -                                                | 0                                                | 0                                                |
|                                                            | Agrupación Socialista de Tenerife (ASTF)         | Yoselyn Ibaya Martín                             | 1.517                                            | 0,2                                              | -                                                | -                                                | -                                                | 0                                                | 0                                                |
|                                                            | Sentido Común Santa Cruz (SCT)                   | José Bolorino                                    | 1.352                                            | 0,1                                              | -                                                | -                                                | -                                                | 0                                                | 0                                                |
|                                                            | Nivaria                                          | Javier Abreu                                     | 1.154                                            | 0,1                                              | -                                                | -                                                | -                                                | 0                                                | 0                                                |
|                                                            | Partido Comunista del Pueblo Canario (PCPC)      | Carmelo Suárez*                                  | 1.066                                            | 0,1                                              | 0,1                                              | 1.175                                            | 0,1                                              | 0                                                | 0                                                |
|                                                            | Contigo Somos Democracia (Contigo)               | Manuel A. Fernández*                             | 1.006                                            | 0,1                                              | -                                                | 803                                              | 0,1                                              | 0                                                | 0                                                |
|                                                            | Partido de Fuerteventura                         | Cyntia Elena Sáenz                               | 958                                              | 0,1                                              | -                                                | -                                                | -                                                | 0                                                | 0                                                |
|                                                            | Tercera Edad en Acción (3.ª en acción)           | Ángel López                                      | 925                                              | 0,1                                              | -                                                | -                                                | -                                                | 0                                                | 0                                                |
|                                                            | Por un Mundo más Justo (PUM+J)                   | Germán D. Sánchez*                               | 729                                              | 0,0                                              | 0,1                                              | 1.248                                            | 0,1                                              | 0                                                | 0                                                |
|                                                            | Unidos por Lanzarote (UP-LANZAROTE)              | Natalia Curbelo                                  | 657                                              | 0,0                                              | -                                                | -                                                | -                                                | 0                                                | 0                                                |
|                                                            | Partido Humanista                                | Ana María Lermo                                  | 563                                              | 0,0                                              | -                                                | -                                                | -                                                | 0                                                | 0                                                |
|                                                            | Unión Democrática de Canarias (UDC)              | Juan Jorge Afonso*                               | 532                                              | 0,0                                              | -                                                | 1.278                                            | 0,1                                              | 0                                                | 0                                                |
|                                                            | Votemos Fuerteventura                            | Rosa Delia Delgado                               | 395                                              | 0,0                                              | -                                                | -                                                | -                                                | 0                                                | 0                                                |
|                                                            | Canarias por el Progreso (CI-PROGRESO)           | José Luis Concepción                             | 262                                              | 0,0                                              | -                                                | -                                                | -                                                | 0                                                | 0                                                |
|                                                            | Partido Socialista Libre Federación (PSLF)       | Miguel Flor                                      | 225                                              | 0,0                                              | -                                                | -                                                | -                                                | 0                                                | 0                                                |
|                                                            | M. por la Unidad del Pueblo Canario (MUPC)       | Deyanira Tabares                                 | -                                                | -                                                | -                                                | 799                                              | 0,1                                              | 0                                                | 0                                                |
|                                                            | Unión de Ciudadanos Independientes (UCIN)        | Roberto García                                   | -                                                | -                                                | -                                                | 517                                              | 0,1                                              | 0                                                | 0                                                |
|                                                            | Partido Libertario (P-LIB)                       | Julio Manuel González                            | -                                                | -                                                | -                                                | 431                                              | 0,0                                              | 0                                                | 0                                                |
| Votos en blanco                                            | Votos en blanco                                  | Votos en blanco                                  | 11.184                                           | 1,2                                              | 0,6                                              | 11.104                                           | 1,2                                              |                                                  |                                                  |
| Total de voto válido                                       | Total de voto válido                             | Total de voto válido                             | 892.968                                          | 98,9                                             |                                                  | 891.087                                          | 99,0                                             | 70                                               | 10                                               |
| Votos nulos                                                | Votos nulos                                      | Votos nulos                                      | 10.138                                           | 1,1                                              | 0,7                                              | 9.260                                            | 1,0                                              |                                                  |                                                  |
| Votantes                                                   | Votantes                                         | Votantes                                         | 903.106                                          | 57,4                                             | 1,3                                              | 900.347                                          | 57,3                                             |                                                  |                                                  |
| Abstenciones                                               | Abstenciones                                     | Abstenciones                                     | 669.460                                          | 42,6                                             | 1,3                                              | 672.065                                          | 42,7                                             |                                                  |                                                  |
| Censo                                                      | Censo                                            | Censo                                            | 1.720.945                                        |                                                  |                                                  |                                                  |                                                  |                                                  |                                                  |
| (*): Candidatos que lideraron la lista autonómica. Fuente: |                                                  |                                                  |                                                  |                                                  |                                                  |                                                  |                                                  |                                                  |                                                  |

### Distribución de escaños por circunscripción
| Circunscripción | PSOE | CC  |     | Nca | Vínculo=Unidas Podemos | ASG |     |
| Circunscripción | Dip  | Dip | Dip | Dip | Dip                    | Dip | Dip |
| --------------- | ---- | --- | --- | --- | ---------------------- | --- | --- |
| Canarias        | 3    | 3   | 1   | 1   | 1                      |     |     |
| El Hierro       | 1    | 1   | 1   |     |                        |     |     |
| Fuerteventura   | 3    | 3   | 1   | 1   |                        |     |     |
| Gran Canaria    | 5    | 2   | 3   | 3   | 1                      |     | 1   |
| La Gomera       | 1    |     |     |     |                        | 3   |     |
| La Palma        | 3    | 3   | 2   |     |                        |     |     |
| Lanzarote       | 3    | 3   | 1   |     | 1                      |     |     |
| Tenerife        | 6    | 5   | 2   |     | 1                      |     | 1   |
| Total           | 25   | 20  | 11  | 5   | 4                      | 3   | 2   |

### Resultados por circunscripción
| Candidatura | Número 1                            | Votos | Porcentaje | Escaños | Variación |
| ----------- | ----------------------------------- | ----- | ---------- | ------- | --------- |
| AHI-CCa     | Alejandro Narvay Quintero Castañeda | 2.105 | 33,79%     | 1       | -1        |
| PSC-PSOE    | Ana González González               | 2.014 | 32,33%     | 1       | =         |
| PP          | Juan Manuel García Casañas          | 1.161 | 18,64%     | 1       | +1        |
| NCa         | Luciano Eutimio Armas Morales       | 323   | 5,19%      | 0       | =         |
| IUC         | Lorenzo Luis Garzón Suárez          | 295   | 4,74%      | 0       | Nuevo     |
| Cs          | Juan Carlos Hernández Gutiérrez     | 234   | 3,76%      | 0       | =         |
| en blanco   | en blanco                           | 97    | 1,56%      |         |           |
| nulos       | nulos                               | 100   | 1,58%      |         |           |
| TOTAL       | TOTAL                               | 6.329 | 100,00%    | 3       | =         |
| ABSTENCIÓN  | ABSTENCIÓN                          | 2.117 | 25,07%     | 25,07%  | -17,47%   |

| Candidatura              | Número 1                                 | Votos  | Porcentaje | Escaños | Variación |
| ------------------------ | ---------------------------------------- | ------ | ---------- | ------- | --------- |
| PSC-PSOE                 | Iñaki Álvaro Lavandera                   | 9.349  | 25,92%     | 3       | +1        |
| CCa-PNC                  | Mario Cabrera González                   | 9.074  | 25,15%     | 3       | =         |
| PP                       | Fernando Enseñat Bueno                   | 4.991  | 13,84%     | 1       | =         |
| NCa                      | Sandra Domínguez Hormiga                 | 4.045  | 11,21%     | 1       | +1        |
| PODEMOS-Q                | Carmelo Cornelio Torres Torres           | 2.524  | 7,00%      | 0       | -1        |
| Cs                       | Nuria Esther Martín Ruiz                 | 2.068  | 5,73%      | 0       | =         |
| VOX                      | Alexandra María Aguilar Monsalvo         | 1.183  | 3,28%      | 0       | Nuevo     |
| Partido de Fuerteventura | Cyntia Elena Sáenz Vidl                  | 958    | 2,66%      | 0       | Nuevo     |
| Votemos                  | Roselia Delia Delgado Hernández          | 395    | 1,10%      | 0       | Nuevo     |
| IUC                      | Teresa María del Carmen Suárez Gutiérrez | 372    | 1,03%      | 0       | Nuevo     |
| PSLF                     | Miguel Flor Flor                         | 225    | 0,62%      | 0       | Nuevo     |
| CONTIGO                  | Santiago García Salguero                 | 212    | 0,59%      | 0       | Nuevo     |
| en blanco                | en blanco                                | 677    | 1,88%      |         |           |
| nulos                    | nulos                                    | 915    | 2,47%      |         |           |
| TOTAL                    | TOTAL                                    | 36.998 | 100,00%    | 8       | +1        |
| ABSTENCIÓN               | ABSTENCIÓN                               | 29.014 | 43,96%     | 43,96%  | +2,37%    |

| Candidatura    | Número 1                           | Votos   | Porcentaje | Escaños | Variación |
| -------------- | ---------------------------------- | ------- | ---------- | ------- | --------- |
| PSC-PSOE       | Sebastián Franquis Vera            | 102.891 | 28,23%     | 5       | +2        |
| NCa            | Carmen Rosa Hernández Jorge        | 63.751  | 17,49%     | 3       | -1        |
| PP             | María Australia Navarro De Paz     | 60.283  | 16,54%     | 3       | -1        |
| CCa-PNC        | Pablo Rodríguez Valido             | 42.507  | 11,66%     | 2       | +1        |
| PODEMOS-Q      | Noemí Santana Perera               | 32.524  | 8,93%      | 1       | -2        |
| Cs             | Vidina Espino Ramírez              | 32.310  | 8,87%      | 1       | +1        |
| VOX            | Agustín Carmelo González Rodríguez | 9.831   | 2,70%      | 0       | =         |
| PACMA          | Daniel Romero Vecino               | 4.403   | 1,21%      | 0       | =         |
| LV-GV          | Francisco Agustín Ojeda Ramírez    | 2.853   | 0,78%      | 0       | Nuevo     |
| IUC            | Teodoro Justo Jiménez Pozo         | 2.615   | 0,72%      | 0       | Nuevo     |
| +XT            | Juan Francisco Artiles Carreño     | 2.009   | 0,55%      | 0       | =         |
| AHORA CANARIAS | Luz Carmen Rodríguez Angura        | 1.135   | 0,31%      | 0       | Nuevo     |
| PUM+J          | Ana ALzola Oliver                  | 729     | 0,20%      | 0       | =         |
| PCPC           | Francisca Carmen Sánchez Macías    | 712     | 0,20%      | 0       | =         |
| PH             | Ana María Lermo Castelar           | 563     | 0,15%      | 0       | Nuevo     |
| 3E EN ACCIÓN   | Rita María Rodríguez Macías        | 459     | 0,13%      | 0       | Nuevo     |
| CONTIGO        | Francisco Miguel Santana Melián    | 302     | 0,08%      | 0       | Nuevo     |
| en blanco      | en blanco                          | 4.552   | 1,25%      |         |           |
| nulos          | nulos                              | 4.248   | 1,15%      |         |           |
| TOTAL          | TOTAL                              | 368.659 | 100,00%    | 15      | =         |
| ABSTENCIÓN     | ABSTENCIÓN                         | 289.991 | 44,03%     | 44,03%  | +2,48%    |

| Candidatura | Número 1                             | Votos  | Porcentaje | Escaños | Variación |
| ----------- | ------------------------------------ | ------ | ---------- | ------- | --------- |
| ASG         | Casimiro Curbelo Curbelo             | 6.215  | 53,71%     | 3       | =         |
| PSC-PSOE    | Ventura del Carmen Rodríguez Herrera | 2.401  | 20,75%     | 1       | =         |
| CCa-PNC     | Moisés Plasencia Martín              | 904    | 7,81%      | 0       | =         |
| PODEMOS-Q   | José García Casanova                 | 747    | 6,46%      | 0       | =         |
| PP          | Carmen Delia García Medina           | 501    | 4,33%      | 0       | =         |
| NCa         | Óscar Libertad Ramos Armas           | 473    | 4,09%      | 0       | =         |
| Cs          | Laura Serafina Vega Casanova         | 185    | 1,60%      | 0       | =         |
| IUC         | Luis M. López de Vergara Fernández   | 54     | 0,47%      | 0       | Nuevo     |
| en blanco   | en blanco                            | 92     | 1,25%      |         |           |
| nulos       | nulos                                | 121    | 1,15%      |         |           |
| TOTAL       | TOTAL                                | 11.693 | 100,00%    | 4       | =         |
| ABSTENCIÓN  | ABSTENCIÓN                           | 4.355  | 27,14%     | 27,14%  | -25,34%   |

| Candidatura | Número 1                       | Votos  | Porcentaje | Escaños | Variación |
| ----------- | ------------------------------ | ------ | ---------- | ------- | --------- |
| CCa-PNC     | Nieves Lady Barreto Hernández  | 13.117 | 30,72%     | 3       | =         |
| PSC-PSOE    | Jorge Tomás González Cabrera   | 11.678 | 27,35%     | 3       | +1        |
| PP          | Asier Antona Gómez             | 10.711 | 25,09%     | 2       | -1        |
| PODEMOS-Q   | Olivia Fernández Lenaers       | 1.799  | 4,21%      | 0       | =         |
| NCa         | Ana María Pérez Castro         | 1.587  | 3,72%      | 0       | =         |
| Cs          | Nieves María Díaz Expósito     | 1.370  | 3,21%      | 0       | =         |
| IUC         | Jesús Besay Rodríguez Cabrera  | 912    | 2,14%      | 0       | Nuevo     |
| VOX         | Antonio Rocha Quintero         | 760    | 1,78%      | 0       | Nuevo     |
| Ci-PROGRESO | José Luis Concepción Francisco | 262    | 0,61%      | 0       | Nuevo     |
| en blanco   | en blanco                      | 499    | 1,17%      |         |           |
| nulos       | nulos                          | 679    | 1,57%      |         |           |
| TOTAL       | TOTAL                          | 43.374 | 100,00%    | 8       | =         |
| ABSTENCIÓN  | ABSTENCIÓN                     | 20.416 | 32,01%     | 32,01%  | -17,68%   |

| Candidatura    | Número 1                          | Votos  | Porcentaje | Escaños | Variación |
| -------------- | --------------------------------- | ------ | ---------- | ------- | --------- |
| CCa-PNC        | Oswaldo Betancort García          | 15.566 | 31,99%     | 3       | =         |
| PSC-PSOE       | María Dolores Corujo Berriel      | 13.802 | 28,37%     | 3       | +1        |
| PP             | Astrid María Pérez Batista        | 6.169  | 12,68%     | 1       | =         |
| PODEMOS-Q      | María Del Río Sánchez             | 3.936  | 8,09%      | 1       | =         |
| Cs             | María del Carmen Pellón Rodríguez | 2.708  | 5,57%      | 0       | =         |
| NCa            | Borja Rubio Francisco             | 2.560  | 5,26%      | 0       | -1        |
| VOX            | Fernando Bermejo Reales           | 1.293  | 2,66%      | 0       | Nuevo     |
| IUC            | María Victoria Villaseñor Orozco  | 809    | 1,66%      | 0       | Nuevo     |
| UPLanzarote    | Natalia Curbelo Cabrera           | 657    | 1,35%      | 0       | Nuevo     |
| AHORA CANARIAS | Víctor Damián Díaz Medina         | 176    | 0,36%      | 0       | Nuevo     |
| CONTIGO        | Clara Isabel Mancera Romero       | 103    | 0,21%      | 0       | Nuevo     |
| en blanco      | en blanco                         | 878    | 1,80%      |         |           |
| nulos          | nulos                             | 547    | 1,11%      |         |           |
| TOTAL          | TOTAL                             | 49.204 | 100,00%    | 8       | =         |
| ABSTENCIÓN     | ABSTENCIÓN                        | 46.511 | 48,59%     | 48,59%  | -0,67%    |

| Candidatura    | Número 1                             | Votos   | Porcentaje | Escaños | Variación |
| -------------- | ------------------------------------ | ------- | ---------- | ------- | --------- |
| PSC-PSOE       | Nira Fierro Díaz                     | 115.507 | 30,13%     | 6       | +2        |
| CCa-PNC        | Rosa Elena Dávila Mamely             | 111.573 | 29,11%     | 5       | -1        |
| PP             | Manuel Domínguez González            | 51.757  | 13,50%     | 2       | -1        |
| PODEMOS-Q      | Manuel Marrero Morales               | 36.638  | 9,56%      | 1       | -1        |
| Cs             | Ricardo Fernández de la Puente Armas | 26.955  | 7,03%      | 1       | +1        |
| VOX            | Enrique de Vidania Rozas             | 8.954   | 2,34%      | 0       | =         |
| NCa            | Roberto Rodríguez Guerra             | 7.853   | 2,05%      | 0       | =         |
| PACMA          | Amanda María Luis Alemán             | 5.984   | 1,56%      | 0       | =         |
| IUC            | Juan Gerardo Borges Morales          | 4.113   | 1,07%      | 0       | Nuevo     |
| LV-GV          | José Ramón Carrillo Rodríguez        | 2.616   | 0,68%      | 0       | Nuevo     |
| ASTF           | Yoselyn Ibaya Martín Plasencia       | 1.517   | 0,40%      | 0       | Nuevo     |
| SCT            | José Bolorio Castro                  | 1.352   | 0,35%      | 0       | Nuevo     |
| AHORA CANARIAS | Eduardo Nacimiento García            | 1.228   | 0,32%      | 0       | Nuevo     |
| NIVARIA        | Javier Abreu Rodríguez               | 1.154   | 0,30%      | 0       | Nuevo     |
| UDC            | Francisco Javier Rodríguez de León   | 532     | 0,14%      | 0       | Nuevo     |
| 3E EN ACCIÓN   | Ángel López Soto                     | 466     | 0,12%      | 0       | Nuevo     |
| CONTIGO        | Silvia Martín Homubol                | 389     | 0,10%      | 0       | Nuevo     |
| PCPC           | María Tatiana Delgado Plasencia      | 354     | 0,09%      | 0       | =         |
| en blanco      | en blanco                            | 4.389   | 1,14%      |         |           |
| nulos          | nulos                                | 3.528   | 0,91%      |         |           |
| TOTAL          | TOTAL                                | 368.859 | 100,00%    | 15      | =         |
| ABSTENCIÓN     | ABSTENCIÓN                           | 277.056 | 41,73%     | 41,73%  | -2,96%    |

| Candidatura    | Número 1                               | Votos   | Porcentaje | Escaños | Variación |
| -------------- | -------------------------------------- | ------- | ---------- | ------- | --------- |
| PSC-PSOE       | Ángel Víctor Torres Pérez              | 262.251 | 29,43%     | 3       | +3        |
| CCa-PNC        | Fernando Clavijo Batlle                | 207.844 | 23,32%     | 3       | +3        |
| PP             | Hipólito Alejandro (Poli) Súarez Nuez  | 130.090 | 14,60%     | 1       | +1        |
| NCa            | Román Rodríguez Rodríguez              | 82.478  | 9,26%      | 1       | +1        |
| PODEMOS-Q      | Francisco Antonio (Paco) Déniz Ramírez | 75.781  | 8,50%      | 1       | +1        |
| Cs             | Mariano Guillermo Cejas Rodríguez      | 61.683  | 6,92%      | 0       | =         |
| VOX            | Nicasio Jesús Galván Sasia             | 21.948  | 2,46%      | 0       | =         |
| PACMA          | Yolanda Morales Pérez                  | 12.348  | 1,39%      | 0       | =         |
| IUC            | Mariela Rodríguez Calero               | 8.621   | 0,97%      | 0       | =         |
| LV-GV          | Nuria Espinosa Alfonso                 | 6.841   | 0,77%      | 0       | =         |
| AHORA CANARIAS | Vicente Quintana Pérez                 | 3.847   | 0,43%      | 0       | =         |
| UDC            | Juan Jorge Afonso Luis                 | 1.278   | 0,14%      | 0       | =         |
| PUM+J          | Germán Darío Sánchez Iglesias          | 1.248   | 0,14%      | 0       | =         |
| PCPC           | Carmelo Antonio Suárez Cabrera         | 1.175   | 0,13%      | 0       | =         |
| CONTIGO        | Manuel Alejandro Fernández Martín      | 803     | 0,09%      | 0       | =         |
| MUPC           | Deyanira Tabares Márquez               | 799     | 0,09%      | 0       | =         |
| UCIN           | Roberto García Sánchez                 | 517     | 0,06%      | 0       | =         |
| P-LIB          | Julio Manuel González Hernández        | 431     | 0,06%      | 0       | =         |
| en blanco      | en blanco                              | 11.104  | 1,25%      |         |           |
| nulos          | nulos                                  | 9.260   | 1,03%      |         |           |
| TOTAL          | TOTAL                                  | 900.347 | 100,00%    | 9       | +9        |
| ABSTENCIÓN     | ABSTENCIÓN                             | 672.065 | 42,74%     | 42,74%  | -1,34%    |

### Resultados en municipios con más de 40.000 habitantes y capitales de islas

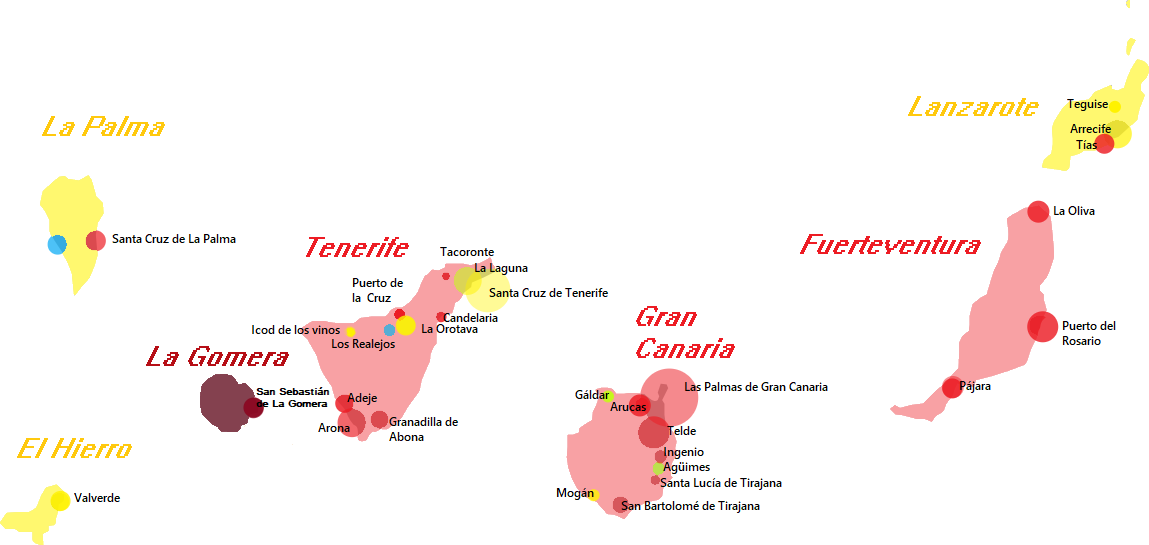
Resultados de las elecciones canarias 2019 por islas y municipios de más de 20 000 habitantes.

| Municipio                  |       |       |       |       | UP    |      |       |      |      | Dif.   |
| -------------------------- | ----- | ----- | ----- | ----- | ----- | ---- | ----- | ---- | ---- | ------ |
| Las Palmas de Gran Canaria | 31,6  | 7,65  | 18,68 | 9,53  | 11,55 | 6,61 |       | 4,19 | 1,44 | +12,92 |
| Santa Cruz de Tenerife     | 27,75 | 28,08 | 9,97  | 1,72  | 11,36 | 10.3 |       | 4,19 | 1,44 | +0,33  |
| San Cristóbal de La Laguna | 27,58 | 28,57 | 7,63  | 2,46  | 15,24 | 10.3 |       | 2.44 | 2.11 | +0,99  |
| Telde                      | 26,17 | 15,88 | 11,9  | 19,21 | 7,87  | 6,71 |       | 2,62 | 1,28 | +6,96  |
| Arona                      | 41,38 | 21,21 | 12,56 | 0,92  | 7,96  | 5,67 |       | 3    | 1,94 | +20,47 |
| Santa Lucía de Tirajana    | 25,14 | 15,36 | 10,12 | 24,41 | 7,6   | 7,17 |       | 3,09 | 1,53 | +20,47 |
| Arrecife                   | 25,44 | 31,21 | 13,77 | 6,76  | 9,17  | 5,27 |       | 2,91 |      | +5,77  |
| San Bartolomé de Tirajana  | 28,63 | 15,85 | 17,01 | 18,63 | 5,77  | 7,02 |       | 2,53 | 0,94 | +10    |
| Adeje                      | 50,67 | 20,33 | 6,62  | 0,75  | 8,4   | 5,83 |       | 2,56 | 1,32 | +30,34 |
| Granadilla de Abona        | 33,85 | 30,51 | 10,63 | 1,29  | 8,37  | 6,35 |       | 2,86 | 1,63 | +3,34  |
| La Orotava                 | 23,12 | 47,22 | 11,1  | 0,56  | 6,91  | 5,26 |       | 1,37 | 1,04 | +24,1  |
| Puerto del Rosario         | 23,79 | 20.98 | 14,74 | 9,58  | 8,09  | 7,86 |       | 4,47 |      | +2,81  |
| Santa Cruz de La Palma     | 29,23 | 22,98 | 28,31 | 4,82  | 5,23  | 3,42 |       | 1,78 |      | +6,25  |
| San Sebastián de La Gomera | 22,76 | 8,14  | 4,02  | 4,55  | 7,09  | 1,8  | 50,36 |      |      | +27,6  |
| Valverde                   | 30,57 | 33,62 | 20,02 | 5,78  |       |      |       |      |      | +3,05  |

### Diputados electos
| Nombre y apellidos                    | Lista | Lista               | Circunscripción |
| ------------------------------------- | ----- | ------------------- | --------------- |
| Abrante Brito, Manuel Jesús           |       | PSOE Canarias       | La Palma        |
| Alemán Ojeda, Nayra                   |       | PSOE Canarias       | Gran Canaria    |
| Álvaro Lavandera, Iñaki               |       | PSOE Canarias       | Fuerteventura   |
| Antona Gómez, Asier                   |       | PP                  | La Palma        |
| Barragán Cabrera, José Miguel         |       | CC                  | Autonómica      |
| Barreto Hernández, Nieves Lady        |       | CC                  | La Palma        |
| Beato Castellano, Socorro             |       | CC                  | Tenerife        |
| Betancort García, Oswaldo             |       | CC                  | Lanzarote       |
| Cabrera González, Mario               |       | CC                  | Fuerteventura   |
| Cabrera Noda, Rosa Bella              |       | PSOE Canarias       | Fuerteventura   |
| Calero Saavedra, Nereida              |       | CC                  | Fuerteventura   |
| Calzada Ojeda, Beatriz                |       | CC                  | Autonómica      |
| Campos Jiménez, Luis Alberto          |       | NCa                 | Gran Canaria    |
| Clavijo Batlle, Fernando              |       | CC                  | Autonómica      |
| Bravo de Laguna, Lucas                |       | CC                  | Gran Canaria    |
| Corujo Berriel, María Dolores         |       | PSOE Canarias       | Lanzarote       |
| Cruz Oval, María Teresa               |       | PSOE Canarias       | Tenerife        |
| Curbelo Curbelo, Casimiro             |       | ASG                 | La Gomera       |
| Dávila Mamely, Rosa Elena             |       | CC                  | Tenerife        |
| Déniz Ramírez, Francisco Antonio      |       | Sí Podemos Canarias | Autonómica      |
| Díaz-Estébanez León, José Alberto     |       | CC                  | Tenerife        |
| Domínguez González, Manuel            |       | PP                  | Tenerife        |
| Domínguez Hormiga, Sandra             |       | NCa                 | Fuerteventura   |
| Enseñat Bueno, Fernando               |       | PP                  | Fuerteventura   |
| Espino Ramírez, Vidina                |       | Cs                  | Gran Canaria    |
| Ester Sánchez, Carlos Antonio         |       | PP                  | Gran Canaria    |
| Fdez. de la Puente Armas, Ricardo     |       | Cs                  | Tenerife        |
| Felipe Lorenzo, Jonathan de           |       | CC                  | La Palma        |
| Fierro Díaz, Nira                     |       | PSOE Canarias       | Tenerife        |
| Fleitas Martín, Matilde               |       | PSOE Canarias       | La Palma        |
| Franquis Vera, Sebastián              |       | PSOE Canarias       | Gran Canaria    |
| García Casañas, Juan Manuel           |       | PP                  | El Hierro       |
| García Ramos, Juan Manuel             |       | CC                  | Tenerife        |
| Godoy Suárez, David                   |       | PSOE Canarias       | Gran Canaria    |
| González Alonso, Jana María           |       | CC                  | Fuerteventura   |
| González Cabrera, Jorge Tomás         |       | PSOE Canarias       | La Palma        |
| González González, Ana                |       | PSOE Canarias       | El Hierro       |
| González González, María Esther       |       | NCa                 | Gran Canaria    |
| González Vega, María del Pino         |       | PSOE Canarias       | Gran Canaria    |
| Hernández Guillén, Marcos Francisco   |       | PSOE Canarias       | Lanzarote       |
| Hernández Gutiérrez, Patricia         |       | PSOE Canarias       | Autonómica      |
| Hernández Jorge, Carmen Rosa          |       | NCa                 | Gran Canaria    |
| Hernández Labrador, Lorena            |       | PP                  | La Palma        |
| Hoz Fernández, David Felipe de la     |       | CC                  | Lanzarote       |
| López González, Omar                  |       | PSOE Canarias       | Tenerife        |
| Machín Tavío, Jesús Alexander         |       | CC                  | Lanzarote       |
| Marrero Morales, Manuel               |       | Sí Podemos Canarias | Tenerife        |
| Martínez Álvarez, Manuel Fernando     |       | PSOE Canarias       | Tenerife        |
| Matos Expósito, Gustavo Adolfo        |       | PSOE Canarias       | Tenerife        |
| Mendoza Reyes, Yolanda                |       | PSOE Canarias       | Tenerife        |
| Mendoza Rodríguez, Melodie            |       | ASG                 | La Gomera       |
| Navarro de Paz, María Australia       |       | PP                  | Gran Canaria    |
| Pérez Batista, Astrid María           |       | PP                  | Lanzarote       |
| Ponce González, Miguel Ángel          |       | PP                  | Gran Canaria    |
| Quintero Castañeda, Alejandro Narvay  |       | CC-AHI              | El Hierro       |
| Ramos Chinea, Jesús Ramón             |       | ASG                 | La Gomera       |
| Reverón González, Luz                 |       | PP                  | Tenerife        |
| Río Sánchez, María del                |       | Sí Podemos Canarias | Lanzarote       |
| Rodríguez Fernández, Sergio Javier    |       | CC                  | La Palma        |
| Rodríguez Herrera, Ventura del Carmen |       | PSOE Canarias       | La Gomera       |
| Rodríguez Rodríguez, Román            |       | NCa                 | Autonómica      |
| Rodríguez Valido, Pablo               |       | CC                  | Gran Canaria    |
| Roque González, Mauricio Aurelio      |       | PSOE Canarias       | Gran Canaria    |
| Santana Perera, Noemí                 |       | Sí Podemos Canarias | Gran Canaria    |
| Sosa Sánchez, Pedro                   |       | PSOE Canarias       | Fuerteventura   |
| Suárez Nuez, Poli                     |       | PP                  | Autonómica      |
| Tejera Rodríguez, Lucía Olga          |       | PSOE Canarias       | Lanzarote       |
| Torres Pérez, Ángel Víctor            |       | PSOE Canarias       | Autonómica      |
| Valido García, Cristina               |       | CC                  | Tenerife        |
| Viera Espinosa, Pedro Marcial         |       | PSOE Canarias       | Autonómica      |

## Formación de gobierno
Elección e investidura del Presidente
| Candidato                  | Fecha                                                   | Voto       |    |    |    |   | Vínculo=Unidas Podemos |   |   |   |   | Total |
| -------------------------- | ------------------------------------------------------- | ---------- | -- | -- | -- | - | ---------------------- | - | - | - | - | ----- |
| Ángel Víctor Torres (PSOE) | 12 de julio de 2019 Mayoría requerida: Absoluta (36/70) | Sí         | 25 |    |    | 5 | 4                      | 3 |   |   |   | 37/70 |
| Ángel Víctor Torres (PSOE) | 12 de julio de 2019 Mayoría requerida: Absoluta (36/70) | No         |    | 17 | 10 |   |                        |   | 2 | 1 | 1 | 31/70 |
| Ángel Víctor Torres (PSOE) | 12 de julio de 2019 Mayoría requerida: Absoluta (36/70) | Abstención |    |    |    |   |                        |   |   |   |   | 0/70  |
| Ángel Víctor Torres (PSOE) | 12 de julio de 2019 Mayoría requerida: Absoluta (36/70) | Ausencias  |    | 1  | 1  |   |                        |   |   |   |   | 2/70  |